# روبرت روس (رجل أعمال)
روبرت روس (بالإنجليزية: Robert Ross)‏ هو شخصية أعمال أمريكي، ولد في 26 ديسمبر 1918، وتوفي في 19 مارس 2011.